# 데이턴 더치 라이언스
데이턴 더치 라이언스(Dayton Dutch Lions Football Club)는 미국 오하이오주 웨스트캐럴턴을 연고지로 하는 프로 축구팀이다. 2011년부터 2014년까지 유나이티드 사커 리그 소속으로 참가했으며 2015년부터 현재까지 USL 프리미어 디벨로프먼트 리그에 참가하고 있다.

## 역대 홈경기장
| 경기장                            | 사용기간      | 장소                    | 팀명                 | 비고 |
| --------------------------------- | ------------- | ----------------------- | -------------------- | ---- |
| 마이애미 밸리 사우스 스타디움     | 2010년~2012년 | 오하이오주 벨브루크     | 데이턴 더치 라이언스 | 빈칸 |
| 비버크리크 하이 스쿨 스타디움     | 2013년~2014년 | 오하이오주 비버크리크   | 데이턴 더치 라이언스 | 빈칸 |
| 데이턴 아웃페이션트 센터 스타디움 | 2014년        | 오하이오주 웨스트캐럴턴 | 데이턴 더치 라이언스 | 빈칸 |